# Cantonul Juzennecourt
Cantonul Juzennecourt este un canton din arondismentul Chaumont, departamentul Haute-Marne, regiunea Champagne-Ardenne, Franța.

## Comune
| Comune                    | Populație (1999) | Cod poștal | Cod INSEE |
| ------------------------- | ---------------- | ---------- | --------- |
| Autreville-sur-la-Renne   | 473              | 52120      | 52031     |
| Blaisy                    | 64               | 52330      | 52053     |
| Colombey-les-Deux-Églises | 650              | 52330      | 52140     |
| Curmont                   | 11               | 52330      | 52157     |
| Gillancourt               | 118              | 52330      | 52221     |
| Juzennecourt              | 177              | 52330      | 52253     |
| Lachapelle-en-Blaisy      | 87               | 52330      | 52254     |
| Lamothe-en-Blaisy         | 65               | 52330      | 52262     |
| Maranville                | 490              | 52370      | 52308     |
| Meures                    | 112              | 52310      | 52322     |
| Montheries                | 67               | 52330      | 52330     |
| Rennepont                 | 190              | 52370      | 52419     |
| Rizaucourt-Buchey         | 132              | 52330      | 52426     |
| Sexfontaines              | 95               | 52330      | 52472     |
| Vaudrémont                | 96               | 52330      | 52506     |